# Olimpiada szachowa 1954
Olimpiada szachowa 1954 rozegrana została w Amsterdamie w dniach 4–25 września 1954 r.

## 11. olimpiada szachowa mężczyzn
Wyniki końcowe finałów A i B (26 drużyn, eliminacje w czterech grupach + dwa finały, system kołowy).
| Miejsce           | Kraj           | Punkty |
| ----------------- | -------------- | ------ |
| Finał A (11 rund) |                |        |
| 1                 | ZSRR           | 34     |
| 2                 | Argentyna      | 27     |
| 3                 | Jugosławia     | 26½    |
| 4                 | Czechosłowacja | 24½    |
| 5                 | RFN            | 23½    |
| 6                 | Węgry          | 23     |
| 7                 | Izrael         | 22     |
| 8                 | Holandia       | 21     |
| 9                 | Anglia         | 17     |
| 10                | Bułgaria       | 17     |
| 11                | Szwecja        | 15     |
| 12                | Islandia       | 13½    |

| Miejsce           | Kraj       | Punkty |
| ----------------- | ---------- | ------ |
| Finał B (13 rund) |            |        |
| 13                | Szwajcaria | 37     |
| 14                | Kanada     | 36     |
| 15                | Austria    | 36     |
| 16                | Dania      | 34½    |
| 17                | Włochy     | 28½    |
| 18                | Kolumbia   | 27½    |
| 19                | Belgia     | 27     |
| 20                | Finlandia  | 26½    |
| 21                | Francja    | 26     |
| 22                | Saara      | 24     |
| 23                | Norwegia   | 22     |
| 24                | Grecja     | 21     |
| 25                | Irlandia   | 11     |
| 26                | Luksemburg | 7      |

| Miejsce | Medaliści                                                                                             |
| ------- | --- |
| 1       | Michaił Botwinnik, Wasilij Smysłow, Dawid Bronstein, Paul Keres, Jefim Geller, Aleksandr Kotow        |
| 2       | Miguel Najdorf, Julio Bolbochán, Óscar Panno, Carlos Guimard, Héctor Rossetto, Herman Pilnik          |
| 3       | Vasja Pirc, Svetozar Gligorić, Petar Trifunović, Braslav Rabar, Andrija Fuderer, Aleksandar Matanović |